# العلاقات السلوفاكية الكورية الجنوبية
العلاقات السلوفاكية الكورية الجنوبية هي العلاقات الثنائية التي تجمع بين سلوفاكيا وكوريا الجنوبية.

## مقارنة بين البلدين
هذه مقارنة عامة ومرجعية للدولتين:
| وجه المقارنة                                              | سلوفاكيا                                                       | كوريا الجنوبية                                                          |
| --------------------------------------------------------- | -------------------------------------------------------------- | ----------------------------------------------------------------------- |
| المساحة (كم2)                                             | 49.03 ألف                                                      | 100.30 ألف                                                              |
| عدد السكان (نسمة)                                         | 5.44 مليون                                                     | 51.47 مليون                                                             |
| الكثافة السكانية (ن./كم²)                                 | 110.95                                                         | 513.16                                                                  |
| العاصمة                                                   | براتيسلافا                                                     | سول                                                                     |
| اللغة الرسمية                                             | اللغة السلوفاكية                                               | اللغة الكورية                                                           |
| العملة                                                    | كرونة سلوفاكية، يورو                                           | وون كوري جنوبي                                                          |
| الناتج المحلي الإجمالي (بليون دولار)                      | 95.77 مليار                                                    | 1.53 تريليون                                                            |
| الناتج المحلي الإجمالي (تعادل القوة الشرائية) بليون دولار | 162.34 مليار                                                   | 1.75 تريليون                                                            |
| الناتج المحلي الإجمالي الاسمي للفرد دولار أمريكي          | 16.09 ألف                                                      | 27.22 ألف                                                               |
| الناتج المحلي الإجمالي للفرد دولار أمريكي                 | 30.46 ألف                                                      |                                                                         |
| مؤشر التنمية البشرية                                      | 0.844                                                          | 0.901                                                                   |
| رمز المكالمات الدولي                                      | +421                                                           | +82                                                                     |
| رمز الإنترنت                                              | .sk                                                            | .kr                                                                     |
| المنطقة الزمنية                                           | توقيت وسط أوروبا، ت ع م+01:00، ت ع م+02:00، أوروبا/براتيسلافا ‏ | توقيت كوريا الجنوبية، ت ع م+09:00، آسيا/سيول ‏، ت ع م+08:00، ت ع م+08:30 |

## مدن متوأمة
في ما يلي قائمة باتفاقيات التوأمة بين مدن سلوفاكية وكورية جنوبية:
- ترتبط نيترا مع غيونغجو باتفاقية توأمة منذ 21 أغسطس 2014.

## منظمات دولية مشتركة
يشترك البلدان في عضوية مجموعة من المنظمات الدولية، منها:
| علم المنظمة | اسم المنظمة                               | تاريخ انضمام سلوفاكيا | تاريخ انضمام كوريا الجنوبية |
| ----------- | ----------------------------------------- | --------------------- | --------------------------- |
|             | مؤسسة التمويل الدولية                     | 1993                  | 16 مارس 1964                |
|             | مجموعة أستراليا                           | 1994                  | 1996                        |
|             | يونسكو                                    | 9 فبراير 1993         | 14 يونيو 1950               |
|             | مجموعة الموردين النوويين                  | ?                     | ?                           |
|             | الوكالة الدولية للطاقة                    | ?                     | ?                           |
|             | مؤسسة التنمية الدولية                     | 1993                  | 18 مايو 1961                |
|             | منظمة التعاون الاقتصادي والتنمية          | ?                     | 12 ديسمبر 1996              |
|             | المركز الدولي لتسوية المنازعات الاستشارية | 26 يونيو 1994         | 23 مارس 1967                |
|             | وكالة ضمان الاستثمار متعدد الأطراف        | 1993                  | 12 أبريل 1988               |
|             | منظمة حظر الأسلحة الكيميائية              | ?                     | ?                           |
|             | الأمم المتحدة                             | 19 يناير 1993         | 17 سبتمبر 1991              |
|             | منظمة الشرطة الجنائية الدولية             | ?                     | ?                           |
|             | البنك الدولي للإنشاء والتعمير             | 1993                  | 26 أغسطس 1955               |
|             | الاتحاد البريدي العالمي                   | ?                     | ?                           |
|             | منظمة التجارة العالمية                    | ?                     | ?                           |
|             | الفريق المعني برصد الأرض                  | ?                     | ?                           |

## وصلات خارجية
- موقع وزارة الخارجية السلوفاكية
- موقع وزارة الخارجية الكورية الجنوبية